# Milford (Nouvelle-Zélande)
Pour les articles homonymes, voir Milford.
Milford est une banlieue de la cité d’Auckland, qui est la plus grande ville de Nouvelle-Zélande, situé dans l’île du Nord de la Nouvelle-Zélande. En anglais, le terme consacré est suburb, généralement traduit par banlieue, terme impropre dans le cas présent puisque cette zone est intégrée à la ville d'Auckland.

## Situation
Elle est située au niveau du « Auckland's North Shore », sur le côté nord du Lac Pupuke (en). 
C’est aussi une plage très populaire pour y nager, qui s’étend sur 2 kilomètres de «Black Rock» au sud, jusqu’à Castor Bay au nord. 
Le Wairau Creek se déverse dans le Golfe de Hauraki à l’extrémité nord de la plage de Milford Beach et les plus basses marées atteignent le refuge de la Marina de Milford au niveau de Castor Bay.

## Population
La population du district statistique du lac Pupuke, qui est sensiblement la même que celle de la banlieue de Milford, était de 5 196 habitantslors du Recensement de la population en Nouvelle-Zélande, en augmentation de 267 personnes par rapport à 2001..

## Gouvernance
La localité de Milford est une partie d'une circonscription électorale, qui est actuellement représenté par Maggie Barry (en). MP au titre du Parti National.

## Éducation
- Collège Carmel (en) est une école secondaire pour filles, allant de l’année 7 à 13, avec un effectif de 964 élèves [2].

C’est une école catholique, intégrée au service public, qui a été fondée en 1957.
- L’école de Milford est une école publique, mixte, contribuant au primaire, allant de l’année 1 à 6, avec un effectif de 511 élèves[4].

Elle ouvrit en 1926 comme une émanation à partir de l’école de « Akapuna School», et devint une école indépendante en 1946.
Les 2 écoles ont un taux de décile de 10.